# Соболев Олексій Дмитрович
Олексій Дмитрович Соболев (нар. 7 липня 1983, Київ) — український державний службовець, економіст і політик. З 2025 року обіймає посаду Міністра економіки, довкілля та сільського господарства України. Раніше, з 2024 по 2025 рік, був першим заступником Міністра економіки України.

## Біографія
Народився 7 липня 1983 року у Києві.

### Освіта
У 2005 році закінчив Київський національний економічний університет імені Вадима Гетьмана, здобув ступінь магістра фінансів. Також має сертифікат фінансового аналітика від CFA Institute (США).

### Трудова діяльність
Має значний досвід роботи в інвестиційному та фінансовому секторі. Працював керуючим активами у Dragon Asset Management.
У 2015—2016 роках на посаді радника Міністра інфраструктури України координував проєкти з підвищення прозорості діяльності, відкритих даних та покращення корпоративного управління державними підприємствами.
У 2016—2018 роках керував проєктом Prozorro.Sale в Transparency International Ukraine, здійснював координацію розробки ІТ рішень для прозорого продажу державних активів.
З 2018 до 2023 року був керівником державного підприємства «Прозорро.Продажі». Окрім цього був президентом спільноти фінансових аналітиків CFA Society Ukraine.
Є президентом спільноти фінансових аналітиків CFA Society Ukraine, головою Консультативно наглядової групи CoST Ukraine.
З 24 січня 2023 по 2 липня 2024 року — заступник Міністра економіки України з питань цифрового розвитку, цифрових трансформацій і цифровізації.
З 2 липня 2024 по 17 липня 2025 року — перший заступник Міністра економіки України.
17 липня 2025 року очолив об'єднане Міністерство економіки, довкілля та сільського господарства в уряді Юлії Свириденко.

## Особисте життя
Одружений, дві дочки.